# Carlos Alhinho
Carlos Alexandre Fortes Alhinho, noto semplicemente come Carlos Alhinho (São Vicente, 10 gennaio 1949 – Benguela, 31 maggio 2008), è stato un allenatore di calcio e calciatore portoghese, nato a Capo Verde, di ruolo difensore.

## Carriera

### Club
Durante la sua carriera ha vestito le maglie delle tre più grandi squadre portoghesi, quella dello Sporting Lisbona, del Benfica e del Porto. Inoltre ha fatto esperienze in Spagna, in Belgio e negli USA. Vanta 22 presenze e 1 gol nelle competizioni UEFA per club.

### Nazionale
Esordisce il 28 marzo 1973 contro l'Irlanda del Nord (1-1).

## Palmarès

### Club

#### Competizioni nazionali
- Coppa di Portogallo: 4

Sporting Lisbona: 1972-1973, 1973-1974
Benfica: 1979-1980, 1980-1981
- Campionato portoghese: 3

Sporting Lisbona: 1973-1974
Benfica: 1976-1977, 1980-1981
- Supercoppa di Portogallo: 1

Benfica: 1981